# René Gade
René Gade (født 31. januar 1982) er en dansk politiker, der blev valgt ind i Folketinget for Alternativet i Vestjyllands Storkreds ved Folketingsvalget 2015 med 1.112 personlige stemmer. Gade genopstillede ikke ved folketingsvalget i 2019 og forlod partiet den 22. juli 2019. Han er har en bachelorgrad i film- og medievidenskab fra Københavns Universitet (2005). 
Gade er bosat i Silkeborg, og har i årene op til folketingsvalget haft en række ledende stillinger inden for salg, bl.a. senest som account director i Creauna Danmark. Tidligere har han stået bag en række opstartsvirksomheder.  
Gade stiftede den 29. maj 2020 et nyt politisk parti med navnet "Lykkepartiet", med et mål om at ændre måden, der bliver ført politik på i Danmark. Partiet har ingen ideologi, og vil blandt andet have en ikkepolitiker på statsministerposten og lægge folketingsvalg på en fast dato. Lykkepartiet nåede at få indsamlet 449 vælgererklæringer med henblik at blive opstillingsberettiget til Folketinget før det blev nedlagt igen efter 8 måneder i januar 2021.
I 2023 blev Gade ansat som sekretariatschef for Danske Skoleelever.